# 千葉暁
千葉 暁（ちば さとし、1961年1月5日 - ）は、日本の小説家、雑誌編集者。

## 略歴
法政大学経済学部中退。学生時代からアニメや模型雑誌の編集に携わり、伸童舎ではディレクターとして青の騎士ベルゼルガ物語などの作品に名を連ねる。『聖刻1092 - 疾風（かぜ）の狩猟機』で作家デビュー。以後は同作および周辺作であるワースプロジェクト関連が活動の中心となる。

## 雑誌・ムック
- アニメック増刊『機動戦士ガンダム大辞典』（聖刻群龍伝西方大陸篇1あとがきで本人が証言）
- デュアルマガジン - 編集長

## 小説
- 聖刻1092　（朝日ソノラマのちに朝日新聞社）
- 聖刻群狼伝　（中央公論新社）
- 聖刻群龍伝　（中央公論新社）
- アルス・マグナ　（角川書店）
- 青の騎士ベルゼルガ物語　（朝日ソノラマ） ディレクターとして参加

## コミック原作
- コミック聖刻群龍伝（中央公論新社） 作画は藤井英俊。
- 聖刻邪塔伝ヴェントストラーダ （アスキーコミック連載） 作画は中原れい。

## テーブルトークRPG
- ワースブレイド - ゲームデザイン

## ゲームブック
- ナイトライダー・無人兵器ゴリアテの挑戦（1987年10月5日発行、勁文社）